# Blumenau Capivaras Beisebol
O Blumenau Capivaras Beisebol, mais conhecido somente como Blumenau Capivaras, é um clube de Beisebol da cidade de Blumenau, Santa Catarina. Foi fundado em 24 de setembro de 2016. Em 2017, foi campeão do primeiro Torneio Integração de Beisebol, este torneio abre o calendário Catarinense de Beisebol e serve de preparação para o Campeonato Catarinense de Beisebol que se inicia em abril. Em sua segunda Edição o Campeonato Catarinense de Beisebol contará com a presença do atual Campeão Floripa Ichiban, além de Blumenau Capivaras, Joinville Royals e Brusque Brewers.

## Conquistas
- Campeonato Brasileiro: (0).
- Campeonato Catarinense: (0).
- Torneio Integração: (1) 2017.